# Aguirre (Salinas)
Aguirre es un barrio ubicado en el municipio de Salinas en el estado libre asociado de Puerto Rico. En el Censo de 2010 tenía una población de 14,005 habitantes y una densidad poblacional de 149.27 personas por km².

## Geografía
Aguirre se encuentra ubicado en las coordenadas 17°57′4″N 66°15′3″O / 17.95111, -66.25083. Según la Oficina del Censo de los Estados Unidos, Aguirre tiene una superficie total de 93.82 km², de la cual 50.42 km² corresponden a tierra firme y (46.26%) 43.41 km² es agua.

## Demografía
Según el censo de 2010, habían 14,005 personas residiendo en Aguirre. La densidad de población era de 149.27 hab./km². De los 14,005 habitantes, Aguirre estaba compuesto por el 66.48% blancos, el 18.15% eran negros o afroamericanos, el 0.54% eran amerindios, el 0.11% eran asiáticos, el 11.99% eran de otras razas y el 2.73% pertenecían a dos o más razas. Del total de la población el 99.31% eran hispanos o latinos de cualquier raza.